# Pasop
Pasop is een gehucht in de gemeente Westerkwartier. Het ligt tussen Enumatil en Midwolde.

## Locatie
Het gehucht ligt in een gebied dat vroeger bestond uit een groot veencomplex. Bij het afgraven van het veen ontstonden op meerdere plaatsen petgaten. Sommige daarvan zijn geheel dichtgegroeid waardoor het landschap, dat oorspronkelijk helemaal open was, nu een meer besloten karakter heeft.

## Geschiedenis
Het gebied waarin Pasop ligt maakte vanaf de 16e eeuw deel uit van het Midwolder Meentscheer, een gebied met gezamenlijke gronden, waarvan de boeren van Midwolde en Lettelbert gebruikmaakten door er hun vee te laten grazen (inscharen). Rondom deze weide lag een gebied van laagveen en moeras dat voortdurend onder water stond, de Enumatilster Matsloot zorgde voor de afwatering. Het Meentscheer was ca. 72 ha groot en strekte zich uit ten noorden van het dorp Midwolde tot iets ten noorden van de huidige Traansterweg ter hoogte van Pasop nummer 27. De Midwolder Meentscheer is in 1868 opgeheven en onder de deelhebbers verdeeld.
De Meentscheer kende drie toegangen of 'wringen'. Bij de noordelijk wring stond een herberg genaamd Klein Auwema of in de wandelgangen de Pasop genoemd. In 1811 kochten Sietse Jans Bousema en zijn vrouw Grietje Jacobs Olthof de herberg. Beiden waren landbouwer en zij was bovendien tappersche (kastelein). Sietse Jans was verantwoordelijk voor het vee op het Meentscheer in opdracht van de eigenaren. Hij hield het vee in de gaten en was ook belast met het melken van de koeien.
Grietje runde de herberg langs de drukke, slecht verharde weg, die deel uitmaakte uit van de route de Postweg van Groningen naar Lemmer.
De naam van de herberg was Klein Auwema,  afgeleid van de toenmalige naam van de weg, Auwemaweg. De weg was weer genoemd naar een invloedrijke familie uit Tolbert die deze weg begin 16e eeuw had laten aanleggen om hun bezittingen bij Enumatil te bezoeken. De brug over de Matsloot heet nog steeds Auwematil of Auwemadraai. 

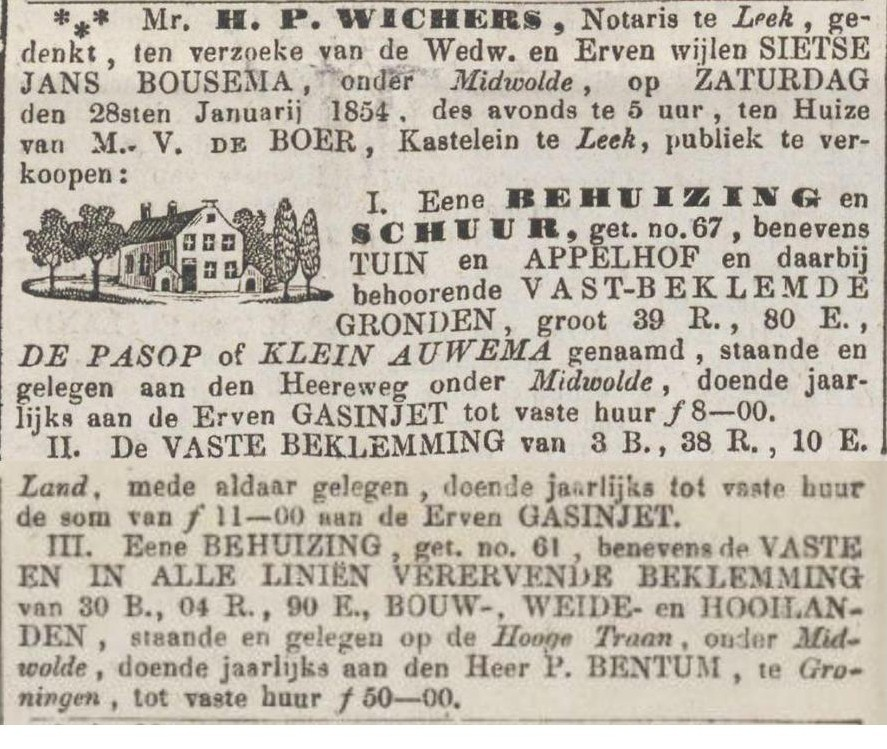
advertentie 20-1-1854 verkoop Klein Auwema

De herberg is in 1859 grondig verbouwd. Na verkoop in 1880 werd de herberg gelaten voor wat die was en werd het pand een boerderij. De herberg uit 1859 is nog steeds te vinden op huisnummer 27. Het voorhuis waarin de herberg gevestigd was is, op een verwijderde deur na, nauwelijks gewijzigd.

## Naam
Een van de theorieën over de naam is dat deze verwijst naar het Latijnse woord pascua of pascere, wat dan duidt op de (gemeenschappelijke) weidegronden (vergelijk: compascuum).
Een andere, populaire verklaring vanuit de volksetymologie is dat de naam verwijst naar een tol die er vroeger heeft gestaan. De tolbaas zou passanten die probeerden de tol ongemerkt te passeren meermalen luid hebben toegeroepen: "Pas op". In het gebied werd echter voor het eerst tol geheven na verbetering/verharding van de wegen in 1857, waarmee deze verklaring als niet ter zake doend kan worden beschouwd. Het dichtstbijzijnde tolhuis bevond zich bij de kruising van de weg van Enumatil en Faan en bij de kruising Midwolde en Lettelbert.
In het boek "Tussen Hunze en Lauwers" geeft auteur G.H. Ligterink nog een andere verklaring voor de naam. Volgens hem hield de herbergier van Klein Auwema, bij de noordelijke ingang van de Meentscheer, tevens enig toezicht op het vee, waardoor de herberg de naam "Pasop" kreeg.